# Veniliornis cassini
Veniliornis cassini là một loài chim trong họ Picidae.